# Joseph Pépin
Pour les articles homonymes, voir Pépin.
Joseph Pépin, né le 23 mai 1765 à Pont-Saint-Esprit (Languedoc), mort le 16 mai 1811 à La Albuera (Espagne), est un général français de la Révolution et de l’Empire.

## États de service
Il entre en service le 26 août 1792, comme sous-lieutenant dans le 2e bataillon de volontaires du Gard, et il fait les campagnes de l’an III à l’an V, aux armées des Alpes, des Pyrénées Orientales, et d’Italie. Il passe lieutenant le 1er mars 1793, capitaine le 1er juin suivant, et chef de bataillon le 10 décembre 1793.
Le 1er avril 1794, il enlève la redoute de la Trompette-Haute aux Espagnols, s’empare de deux pièces de canon et il fait 31 prisonniers, sa conduite lors de cette journée est mentionnée honorablement dans le rapport du général Victor. Le 15 avril 1796, à la prise de Dego, il sauve le drapeau du bataillon qu’il commande.
De l’an VI à l’an IX, il sert en Égypte et en Syrie, et il commande les grenadiers de la division Reynier aux sièges d’El-Arish et de Saint-Jean-d’Acre. Il est nommé chef de brigade le 23 octobre 1799 à la 9e demi-brigade d’infanterie, et il enlève les barricades de l’ennemi, au siège du Caire, pendant la nuit du 17 au 18 avril 1800.
De retour en France après la capitulation d’Alexandrie, il tient garnison à Autun pendant les ans X et XI, et à Strasbourg pendant les ans XII et XIII. Il est fait chevalier de la Légion d’honneur le 11 décembre 1803, et officier de l’ordre le 14 juin 1804.
En 1808, il est affecté à l’armée d’Espagne, et sa brillante conduite à la bataille de Tudela le 23 novembre 1808, lui vaut le 8 décembre 1808, sa confirmation au grade de général de brigade, dont il remplissait déjà les fonctions. Le 23 décembre suivant il reçoit trois blessures au siège de Saragosse, et le 20 février 1809, à la reddition de cette place, le maréchal, duc de Montebello, le fait passer dans le 5e corps de cette armée. 
Il est fait commandeur de la Légion d’honneur le 20 mai 1810, et il est créé baron de l’Empire le 15 août de la même année. Le 28 août, apprenant que le général Gautier a débarqué un corps de 5 000 hommes entre Moguer et la Torre del Oro, il l’attaque à Manzanilla, et le poursuit jusqu’à Villalba. Un corps de 300 cavaliers espagnols, ayant chargé avec un certain succès un escadron du 2e régiment de hussards, est repoussé, sabré et fait prisonniers. Le lendemain, les français entre dans Moguer, et l’ennemi rembarque en désordre pendant la nuit, abandonnant une partie de ses blessés et beaucoup de bagages sur la plage.
Le 16 mai 1811, à la Bataille d'Albuera, il fait des prodiges de valeurs, et, voulant, dans un moment critique, donner confiance à ses soldats et les ranimer par son exemple, il court sur l’ennemi et tombe blessé à mort et expire sur le champ de bataille témoins de ses exploits. 

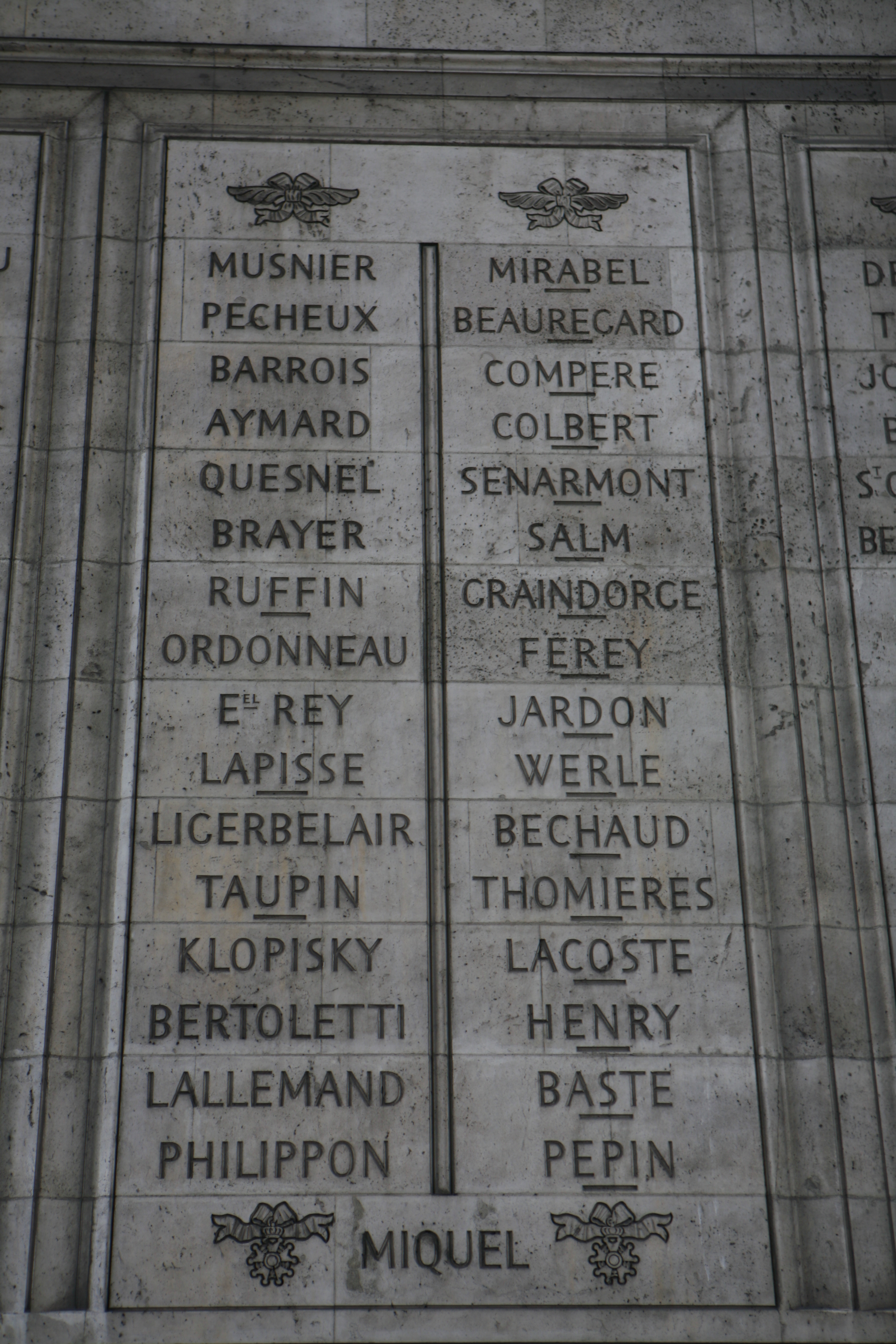
Noms gravés sous l'arc de triomphe de l'Étoile : pilier Ouest, 37e et.

Son nom est gravé sur l'arc de triomphe de l'Étoile, pilier Ouest, 38e colonne.

## Sources
- (en) « Generals Who Served in the French Army during the Period 1789 - 1814: Eberle to Exelmans »
- Thierry Pouliquen, « Les généraux français et étrangers ayant servis [sic] dans la Grande Armée » (consulté le 11 septembre 2014)
- « La noblesse d’Empire » (consulté le 11 septembre 2014)
- « Cote LH/2093/32 », base Léonore, ministère français de la Culture
- A. Lievyns, Jean Maurice Verdot, Pierre Bégat, Fastes de la Légion-d'honneur, biographie de tous les décorés accompagnée de l'histoire législative et réglementaire de l'ordre, Bureau de l’administration, janvier 1844, 529 p. (lire en ligne), p. 420.
- Georges Six, Dictionnaire biographique des généraux & amiraux français de la Révolution et de l'Empire (1792-1814), Paris : Librairie G. Saffroy, 1934, 2 vol., p. 299